# Dehetná
Dehetná, nebo také Dehetné (německy Dehenten), je vesnice, část městyse Stráž v okrese Tachov v Plzeňském kraji. Nachází se asi pět kilometrů jižně od Stráže. Prochází zde silnice II/195. Dehetná je také název katastrálního území o rozloze 4,98 km².

## Historie
První písemná zmínka o vesnici pochází z roku 1379. V letech 1938 až 1945 byla Dehetná  v důsledku uzavření Mnichovské dohody přičleněna k nacistickému Německu.

## Obyvatelstvo
| Rok            | 1869 | 1880 | 1890 | 1900 | 1910 | 1921 | 1930 | 1950 | 1961 | 1970 | 1980 | 1991 | 2001 | 2011 | 2021 |
| -------------- | ---- | ---- | ---- | ---- | ---- | ---- | ---- | ---- | ---- | ---- | ---- | ---- | ---- | ---- | ---- |
| Počet obyvatel | 137  | 139  | 152  | 148  | 165  | 143  | 132  | 86   | 71   | 43   | 44   | 31   | 30   | 35   | 37   |
| Počet domů     | 27   | 28   | 30   | 30   | 30   | 30   | 31   | 24   | 18   | 12   | 14   | 13   | 14   | 14   | 15   |

Poznámka: V roce 1921 byli všichni obyvatelé německé národnosti.

## Obecní správa
Při sčítání lidu v letech 1850–1960 Dehetná byla samostatnou obcí v okrese Tachov. V letech 1961–1979 byla částí obce Bernartice v okrese Tachov. Od 1. ledna 1980 je částí městyse Stráž v okrese Tachov.

## Pamětihodnosti
- Dehetenský mlýn

## Galerie

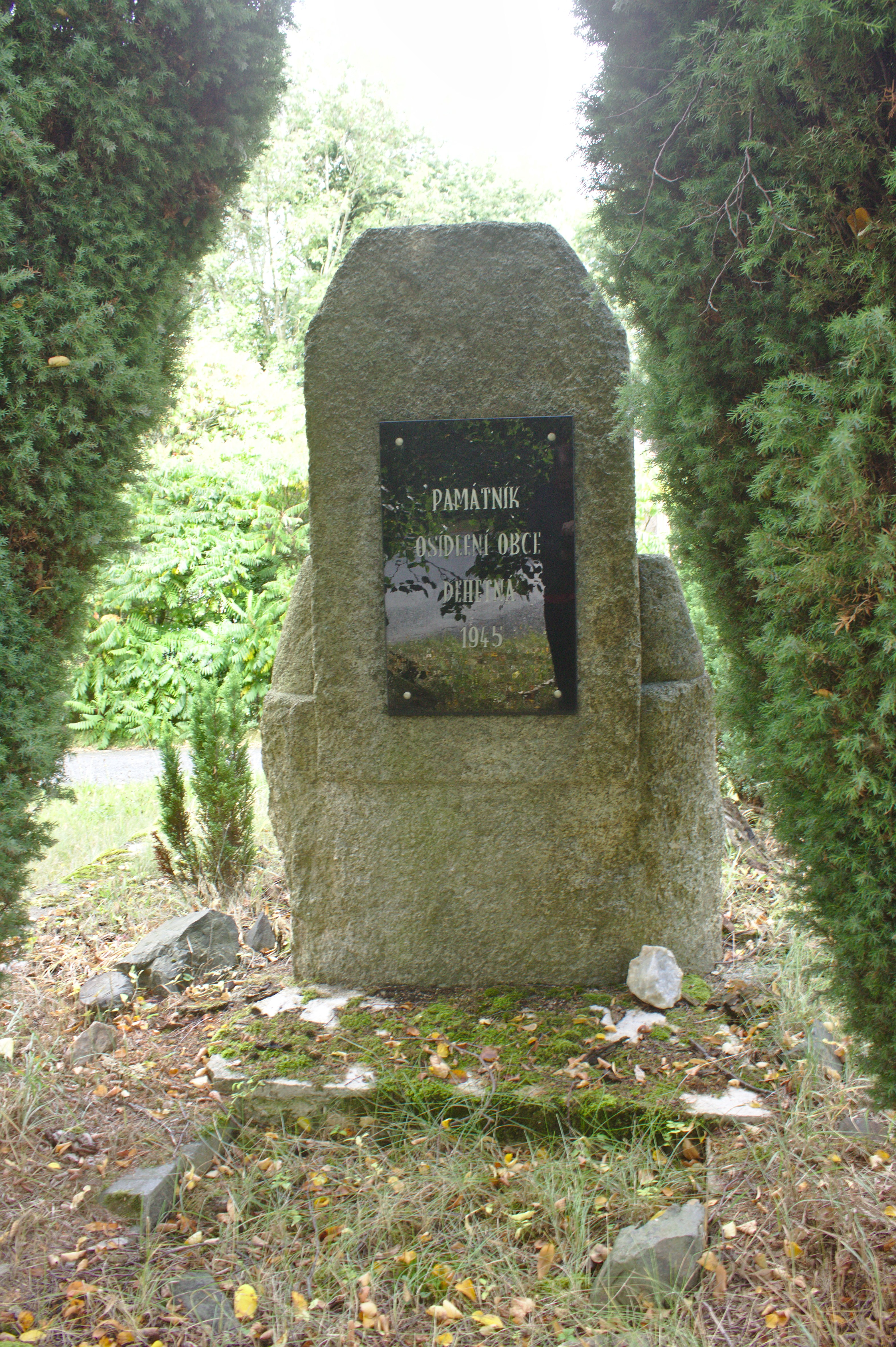
památník osídlení 1945
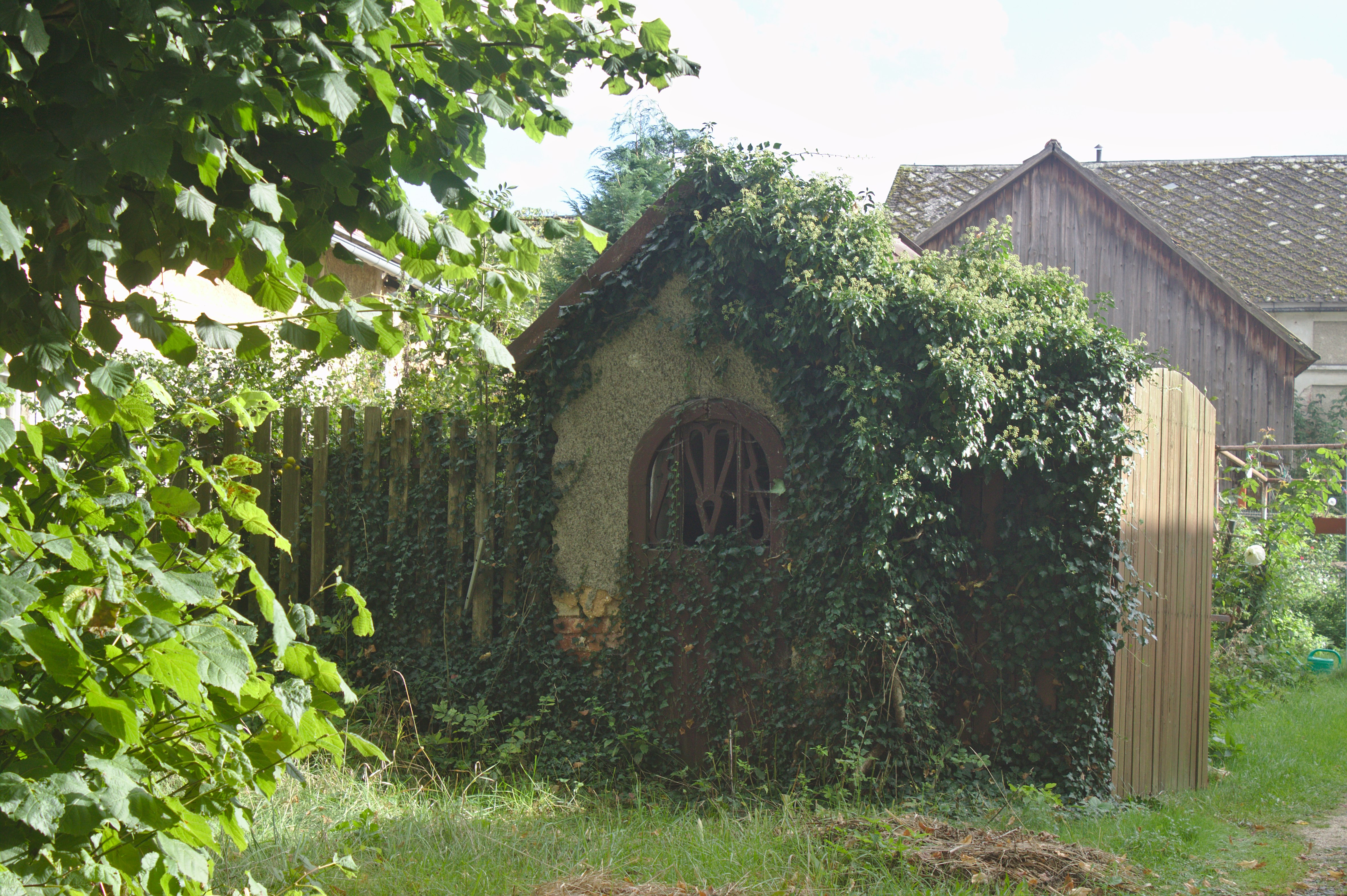
kaple
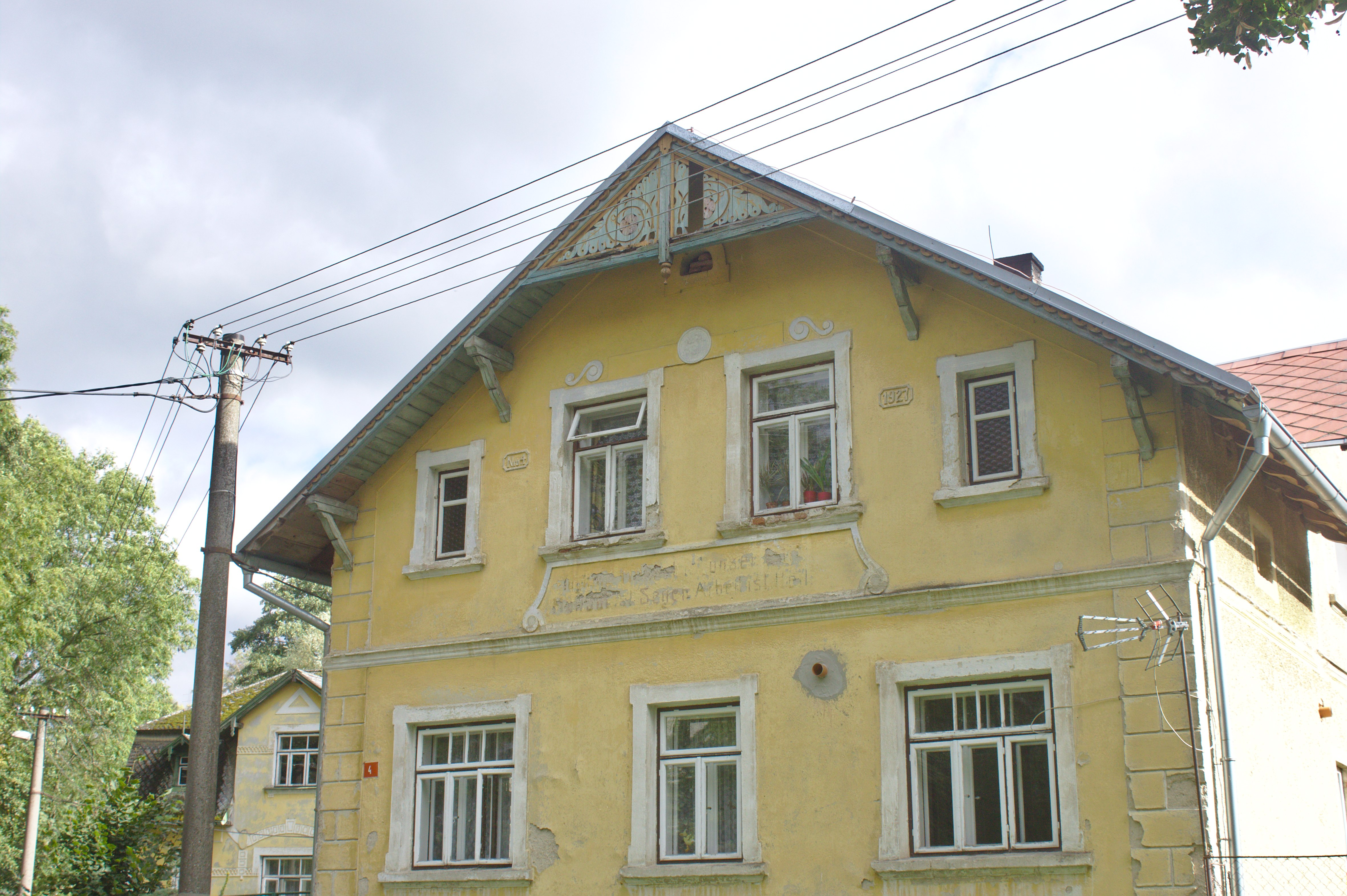
dům čp. 4